# Machaerina ensigera
Machaerina ensigera là loài thực vật có hoa trong họ Cói. Loài này được (Hance) T.Koyama mô tả khoa học đầu tiên năm 1956.